# كيفن لوبيز
كيفن لوبيز (بالإسبانية: Kevin López)‏ (و. 1990  م) هو عداء المسافات المتوسطة، ومنافس ألعاب قوى إسباني، ولد في لورة، شارك في الألعاب الأولمبية الصيفية 2012، وألعاب القوى في الألعاب الأولمبية الصيفية 2016.

## روابط خارجية
- كيفن لوبيز على موقع الاتحاد الدولي لألعاب القوى (الإنجليزية)
- كيفن لوبيز على موقع الاتحاد الأوروبي لألعاب القوى (الإنجليزية)
- كيفن لوبيز على موقع الدوري الماسي (الإنجليزية)
- كيفن لوبيز على موقع أوليمبيديا (الإنجليزية)